# Attelabus
Genre
Synonymes
- Algirolabus Legalov, 2003[1]
- Chyphus Thunberg, 1815[1]
- Proattelabus Legalov, 2007[1]
- Rhinomacer Geoffroy, 1762[1]

Attelabus est un genre d'insectes coléoptères de la famille des Attelabidae. Ce genre est appelé en français Attelabe, Attélabe et Cigarier en référence au comportement des femelles qui confectionnent un rouleaux avec des feuilles pour protéger leur larve. En France, une seule espèce est référencée par l'INPN : Attelabus nitens.

## Liste d'espèces
Les espèces européennes selon Fauna Europaea (10 octobre 2021) :
- Attelabus (Attelabus) nitens (Scopoli, 1763) : Ensemble de l'Europe
- Attelabus (Attelabus) sulcifrons (Argod, 1895) : Bulgarie, Turquie, Grèce, Macédoine, Moyen Orient et Russie européenne.
- Attelabus (Attelabus) suturalis Jekel, 1860 : Chypre et Turquie
- Attelabus (Attelabus) variolosus (Fabricius, 1801) : Afrique du Nord et Espagne

Ensemble des espèces selon GBIF (10 octobre 2021) :
- Attelabus abdominalis Angelov, 1964
- Attelabus abyssinicus Hustache, 1923
- Attelabus aeneus Schilsky, 1903
- Attelabus algoensis Mshl., 1906
- Attelabus amitinus Voss, 1932
- Attelabus amplectens Mannerheim, 1833
- Attelabus analis Dejean, 1821
- Attelabus angulatus Jekel, 1860
- Attelabus angulipennis Sharp, 1889
- Attelabus angulosus Gyllenhal, 1833
- Attelabus anserinus Germar
- Attelabus armatus Gyllenhal, 1833
- Attelabus asperipennis Fairm., 1898
- Attelabus ater Fleischer, 1887
- Attelabus atricornis Muls., 1855
- Attelabus auratus Sharp, 1889
- Attelabus aureolus Gyllenhal, 1833
- Attelabus axillaris Gyllenhal, 1839
- Attelabus azureus
- Attelabus badius Say
- Attelabus balcanicus Daniel, 1898
- Attelabus bicolor J.F.Gmelin, 1790
- Attelabus bicoloratus W.Turton, 1800
- Attelabus bifoveatus Jekel, 1860
- Attelabus bihastatus Frivaldszky, 1892
- Attelabus binotatus Gyll.In Schonherr, 1839
- Attelabus bipustulatus J.C.Fabricius, 1777
- Attelabus bipustulosus Jekel, 1860
- Attelabus bispinosus Gyll.In Schonherr, 1833
- Attelabus brachiatus Boheman, 1829
- Attelabus breviceps Sharp, 1889
- Attelabus brevicollis Sharp, 1889
- Attelabus bullatus Sharp, 1889
- Attelabus buqueti Jekel, 1860
- Attelabus calibatus R.Townson, 1797
- Attelabus callosus Sharp, 1889
- Attelabus canaliculatus A.G.Olivier, 1807
- Attelabus carbonicolor Motsch., 1860
- Attelabus carneolus Erichson, 1848
- Attelabus castaneicolor Jekel, 1860
- Attelabus chalybaeus Daniel, 1898
- Attelabus championi Sharp, 1889
- Attelabus christophi Faust, 1884
- Attelabus chrysidius Pascoe, 1886
- Attelabus cicatricosus Motsch., 1860
- Attelabus coccolobae Wolcott, 1924
- Attelabus coeruleus Jekel, 1860
- Attelabus columbinus Erichson, 1848
- Attelabus concolor Leoni, 1905
- Attelabus conicollis Sharp, 1889
- Attelabus conicus Ill., 1807
- Attelabus constrictipennis Chittenden, 1926
- Attelabus coquereli Fairm., 1871
- Attelabus corallinus Gyll.In Schonherr, 1839
- Attelabus corallipes Pascoe, 1883
- Attelabus corniculatus Gyll.In Schonherr, 1839
- Attelabus corvinus Gyll.In Schonherr, 1839
- Attelabus coryli Dalla Torre & Voss, 1930
- Attelabus costipennis Fahrs., 1871
- Attelabus costulatus Jekel, 1860
- Attelabus cribrarius Schoenh., 1833
- Attelabus cribricollis Jekel, 1860
- Attelabus cruralis Sharp, 1889
- Attelabus cupreus Roelofs, 1874
- Attelabus cupripennis Perty, 1832
- Attelabus curculioniformis Dalla Torre & Voss, 1930
- Attelabus curculionoides Emilio & Rasetti, 1921
- Attelabus cyanellus Voss, 1925
- Attelabus cyaneoviridis Hustache, 1923
- Attelabus cyaneus Klug, 1825
- Attelabus cyanipennis Jekel, 1860
- Attelabus cylindricus Stephens, 1831
- Attelabus dajacus Heller, 1922
- Attelabus deceptor Jekel, 1860
- Attelabus dejardinii Guérin-Méneville
- Attelabus deletangi Hustache, 1924
- Attelabus dentipennis Gyll.In Schonherr, 1839
- Attelabus diffinis Sharp, 1889
- Attelabus discolor Fahrs., 1839
- Attelabus disparipes Chittenden, 1926
- Attelabus distinctus Sharp, 1889
- Attelabus dromedarius Faust, 1883
- Attelabus efferans R.Townson, 1797
- Attelabus elongaticeps Voss, 1924
- Attelabus erythropterus Faust, 1890
- Attelabus exaratus Boh., 1833
- Attelabus falcata Guer., 1838
- Attelabus falcatus Guérin-Méneville, 1833
- Attelabus fascicollis Reitter, 1916
- Attelabus feae Faust, 1894
- Attelabus femoralis
- Attelabus fenestratus Sharp, 1889
- Attelabus fornicatus Schoenh., 1833
- Attelabus foveicollis Dallas, 1867
- Attelabus foveipennis Jekel, 1860
- Attelabus foveolatus Gyll.In Schonherr, 1833
- Attelabus fulvitarsis Jekel, 1860
- Attelabus genalis J.L.Leconte, 1876
- Attelabus gestroi Faust, 1894
- Attelabus giganteus Faust, 1882
- Attelabus gnomoides White, 1841
- Attelabus hamatus Schoenh., 1833
- Attelabus heterocerus Sharp, 1889
- Attelabus hispanicus Jekel, 1860
- Attelabus holosericeus Dejean
- Attelabus humerosus Fahrs., 1871
- Attelabus hypomelas Fairm., 1878
- Attelabus ignitus Schoenh., 1826
- Attelabus ilicis Costa, 1839
- Attelabus inaequalis Sharp, 1889
- Attelabus indigaceus Pascoe, 1883
- Attelabus ircutensis Laxmann, 1770
- Attelabus jekeli Kirsch, 1870
- Attelabus klugi Gyll.In Schonherr, 1839
- Attelabus klugii Gyllenhal, 1839
- Attelabus lacertosus Marshall, 1923
- Attelabus laesicollis Gyll.In Schonherr, 1839
- Attelabus laetus Cristofori & Jan, 1832
- Attelabus lewisi Sharp, 1889
- Attelabus ligulatus Sharp, 1889
- Attelabus lineaticollis Dejean, 1830
- Attelabus lizeri Hustache, 1924
- Attelabus longiclava Sharp, 1889
- Attelabus longicollis Fairm., 1894
- Attelabus longirostris Jekel, 1860
- Attelabus maculatus Prov., 1877
- Attelabus maculipes Villa & Villa, 1833
- Attelabus malaccensis Heller, 1922
- Attelabus marginalis Pic, 1916
- Attelabus marginatus Wasmann, 1887
- Attelabus melanocoryphus Germ., 1824
- Attelabus melanopygus Sharp, 1889
- Attelabus melanurus Jekel, 1860
- Attelabus morio Boh., 1845
- Attelabus mundanus Sharp, 1889
- Attelabus munroi Marshall, 1932
- Attelabus mutabilis Jekel, 1860
- Attelabus mutus Faust, 1890
- Attelabus nigriclava Sharp, 1889
- Attelabus nigripes Gyll.In Schonherr, 1833
- Attelabus nigripes LeConte, 1824
- Attelabus nigriventris Schilsky, 1906
- Attelabus nitens (J.A.Scopoli, 1763)
- Attelabus nitensiformis Kôno, 1927
- Attelabus nitidus Jekel, 1860
- Attelabus nourricheli Leoni, 1905
- Attelabus obliquus Heller, 1908
- Attelabus obscurior Pic, 1898
- Attelabus obsidianus A.Costa, 1886
- Attelabus octomaculatus Jekel, 1860
- Attelabus octospilotus Jekel, 1860
- Attelabus ovalis F.Weber, 1801
- Attelabus palliatus Leoni, 1905
- Attelabus perrieri Fairm., 1898
- Attelabus piceovirens Jekel, 1860
- Attelabus placidus Jekel, 1860
- Attelabus polita Roelofs, 1874
- Attelabus politus Gebler, 1825
- Attelabus pseudosuturalis Ter-Minasian, 1952
- Attelabus pubescens Illiger
- Attelabus pulchellus Suffr., 1870
- Attelabus pulvinicollis Jekel, 1860
- Attelabus punctatostriata Motsch., 1860
- Attelabus pustula Ancey, 1881
- Attelabus quadratus Sharp, 1889
- Attelabus regularis Faust, 1883
- Attelabus rhinomacer
- Attelabus rhois Boheman, 1829
- Attelabus rubricollis Reitter, 1916
- Attelabus rubrodorsatus Fairm., 1898
- Attelabus rudis Boh., 1845
- Attelabus rufescens Dejean, 1830
- Attelabus ruficollis Jekel, 1860
- Attelabus rufipennis Sharp, 1889
- Attelabus rufipes Schilsky, 1903
- Attelabus rugicollis Jekel, 1860
- Attelabus ruginotus Fairm., 1899
- Attelabus sandacanus Heller, 1922
- Attelabus sanguinipennis Hope
- Attelabus scutellatus Gyllenhal, 1833
- Attelabus sedatus Sharp, 1889
- Attelabus senex P.S.Pallas, 1773
- Attelabus serripes Germar
- Attelabus sexmaculatus Chevr., 1876
- Attelabus sexplagiatus Heller, 1922
- Attelabus similis Kirby, 1837
- Attelabus simulatus Marshall, 1923
- Attelabus smeraldinus Costa, 1839
- Attelabus smithi Sharp, 1889
- Attelabus spec Linnaeus, 1758
- Attelabus spectator Marshall, 1932
- Attelabus spiculatus Boh., 1845
- Attelabus spinipes Schilsky, 1906
- Attelabus splendens Gyllenhal, 1839
- Attelabus striatus Klug
- Attelabus subcyaneus Voss, 1931
- Attelabus sulcifrons Legalov, 2007
- Attelabus sumptuosus Gory, 1834
- Attelabus surinamensis Linnaeus, 1758
- Attelabus suturalis Jacobs, 1926
- Attelabus suturalis Jekel, 1860
- Attelabus trapezicollis Heller, 1922
- Attelabus tricolor Kirsch, 1874
- Attelabus troglodytes Jekel, 1860
- Attelabus tuberculosus Fahrs., 1871
- Attelabus tuberifer Jekel, 1860
- Attelabus uniformis Heller, 1908
- Attelabus variabilis Gyllenhal, 1833
- Attelabus variegatus Dejean, 1830
- Attelabus variolosus J.C.Fabricius, 1802
- Attelabus verrucifer Jekel, 1860
- Attelabus versicolor Costa, 1839
- Attelabus vestitus Gyllenhal, 1839
- Attelabus vinosus Sharp, 1889
- Attelabus violaceus Jekel, 1860
- Attelabus viridans Gyllenhal, 1839
- Attelabus wagneri Hustache, 1926